# Les Cases de Posada
Les Cases de Posada es una entidad de población española del municipio de Navés, perteneciente a la provincia de Lérida, en la comunidad autónoma de Cataluña. En 2022, la entidad singular de población tenía empadronados diez habitantes.